# Emoia ruficauda
Emoia ruficauda — вид сцинкоподібних ящірок родини сцинкових (Scincidae). Ендемік Філіппін.

## Поширення і екологія
Emoia ruficauda мешкають в прибережних районах на острові Мінданао та в регіоні Південної Замбоанги. Вони живуть у вологих тропічних лісах і чагарникових заростях, в мангрових лісах та на болотах, серед опалого листя на берегах водойм. Зустрічаються на висоті до 600 м над рівнем моря.